# Rio Ciripa
O Rio Ciripa é um rio da Romênia, afluente do Drăgan, localizado no distrito de Bihor.